# Международный аэропорт имени Эрнесто Кортиссоса
Международный аэропорт имени Эрнесто Кортиссоса (исп. Aeropuerto Internacional Ernesto Cortissoz) (ИАТА: BAQ, ИКАО: SKBQ) — аэропорт совместного базирования, расположенный в городе Соледад (Колумбия) и обслуживающий коммерческие авиаперевозки столицы департамента Атлантико города Барранкилья. Назван в честь одного из первых авиаторов Колумбии Эрнесто Кортиссоса (исп. Ernesto Cortissoz).
Порт является одним из основных пунктов в маршрутной сети национального авиаперевозчика Avianca. Инфраструктура воздушной гавани сертифицирована на обслуживание широкофюзеляжных лайнеров таких, как Boeing 747, Boeing 767 и Airbus A340.
Международный аэропорт имени Эрнесто Кортиссоса является важнейшим аэропортом северной части Колумбии. Ранее занимал первое место в стране по пассажирообороту, в настоящее время находится на пятом месте по этому же показателю среди всех коммерческих аэропортов Колумбии.

## Общие сведения
Аэропорт расположен на территории города Соледад в двенадцати километрах от центра Барранкильи. Эксплуатирует два пассажирских терминала: внутренних авиалиний с номерами гейтов 1-5, 5А и международных направлений с номерами гейтов 6-13.
В июле 2007 года Управление гражданской аэронавтики Колумбии присвоило аэропорту статус «открытое небо» (англ. open skies), с этого момента в международный аэропорт имени Эрнесто Кортиссоса может летать любая авиакомпания мира с любой желаемой частотой без каких-либо межправительственных договоров. Тем самым преследуется главная цель в увеличении туристического потока в курортные районы севера Колумбии.

## История
На заре развития коммерческой авиации Колумбии каждый аэропорт строила и развивала та авиакомпания, которая связывала его маршрутной сетью с другими аэропортами страны. Большинство основных аэропортов страны, включая и Аэропорт Соледад, по этой причине строились за средства Colombian-German Air Transport Society (SCADTA) — второй по счёту авиакомпании мира и первой по счёту в американском регионе.
В силу своего выгодного местоположения аэропорт Соледад довольно быстро стал основным центром внутренних авиаперевозок в маршрутной сети SCADTA. Международные линии в Панаму, Кингстон и Майами обслуживались самолётами Douglas DC-3 и Boeing 307 Stratoliner авиакомпании Pan American Airways. В 1946 году Avianca открыла регулярный рейс в Майами на лайнерах Douglas DC-4, а несколько позднее ввела на тех же самолётах регулярные маршруты в Кингстон и Нью-Йорк.
С 1946 года авиакомпания British South American Airways открыла еженедельный регулярный рейс на Avro Lancastrian из Барранкильи в Лондон с промежуточной посадкой на Бермудах. Весь полёт занимал 26 часов и был известен, как «молниеносный маршрут в Европу» (англ. The Lightning Route to Europe). В том же году на линиях из Барранкильи в Майами и Нью-Йорк работали DC-4 по специальному контракту с Transocean Airlines. Департамент Западной Индии нидерландской авиакомпании KLM также ввёл ряд маршрутов на лайнерах DC-4, предлагая пассажирам регулярные рейсы из аэропорта Соледад на Кюрасао, Доминиканскую Республику, Венесуэлу, Тринидад, на Нидерландские Антильские острова, Ямайку и Гаити. В начале 1950-х годов LANSA открыла маршрут из Барранкильи в Гавану, но так и не смогла добиться разрешения на полёты в Майами. Рейсы в Майами выполнялись в начале следующего десятилетия авиакомпанией TAXADER, однако через несколько месяцев они были прекращены.
К началу 1950-х годов аэропорт Соледад стал главным аэропортом Колумбии как на внутренних, так и на международных направлениях. В середине 1950-х годов авиакомпания Avianca построила на территории аэропорта крупнейшую в Латинской Америке базу по ремонту и техническому обслуживанию воздушных судов, включавшую два больших ангара на несколько самолётов каждый, цех по покраске авиалайнеров, склад запасных частей и школу подготовки авиатехников. База была сертифицирована Советом по гражданской авиации для выполнения работ по текущему и капитальному ремонту самолётов всех типов, как американского, так и зарубежного производства.
С открытием в декабре 1959 года столичного аэропорта Эль-Дорадо порт Соледад стал быстро терять свои позиции, особенно после модернизации взлётно-посадочных полос аэропорта Эль-Дорадо и с поставкой флагманскому авиаперевозчику первого реактивного лайнера Boeing 727. Начало эры реактивной авиации потребовало серьёзной реконструкции инфраструктуры, в частности, аэропорта Соледад, включая необходимость в более современных пассажирских терминалах, больших взлётно-посадочных полосах, стоянках самолётов и широких рулёжных дорожках. Реализация всего комплекса мер по модернизации давала надежду на возвращение в Барранкилью крупных международных авиакомпаний.
7 апреля 1981 года президент Колумбии Хулио Сесар Турбай Айяла и директор Управления гражданской аэронавтики Альваро Урибе Велес (в будущем так же президент страны) провели торжественную церемонию открытия нового аэропорта, построенного чуть севернее работавшего ранее аэропорта Соледад. Современная инфраструктура включает новое здание пассажирского терминала, выполненного по проекту архитектора Анибала Гонсалеса Морено-Риполи и разместившегося на площади в 35 тысяч квадратных метров, башню контрольно-диспетчерского пункта, самолётные стоянки, рулёжные дорожки и взлётно-посадочную полосу размерами 3000х45 метров с бетонным покрытием. Здание прежнего пассажирского терминала было переоборудовано в грузовой терминал.
Аэропорт получил название в честь одного из первых авиаторов Колумбии Эрнесто Кортиссоса, родившегося в Барранкилье. В декабре 1919 года вместе с четырьмя соотечественниками и тремя немецкими предпринимателями основал вторую в мире коммерческую авиакомпанию SCADTA. 8 июня 1924 года, выполняя полёт на Junkers F.13 «Толима», Кортиссос погиб в результате одной из первых авиакатастроф в истории Латинской Америки.

## Характеристики аэропорта

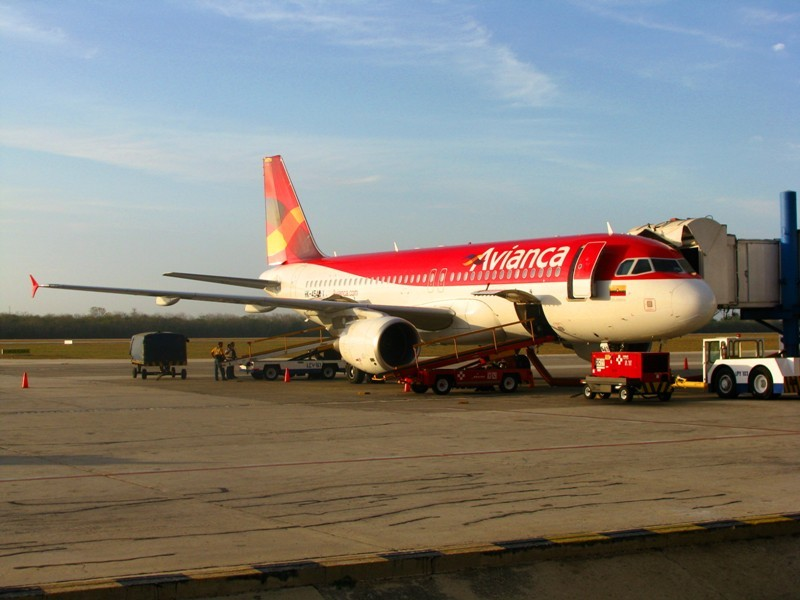
Airbus A320 авиакомпании Avianca, прибывший из Майами, у гейта 5 международного аэропорта имени Эрнесто Кортиссоса

### Полоса
Взлётно-посадочная полоса аэропорта имеет размеры 3000 х 45 метров. Посадки самолётов осуществляются с обеих концов ВПП, заход на посадку может осуществляться в инструментальном режиме по категории ILS I.

### Стоянки
Аэропорт имеет три зоны для стоянки пассажирских, грузовых и военных самолётов. Зона для стоянки пассажирских лайнеров расположена напротив терминала аэропорта и состоит из 16 мест. Зона для грузовых машин находится к север-востоку от пассажирского терминала вблизи торца ВПП 23.

### Пассажирский терминал
Международный аэропорт имени Эрнесто Кортиссоса эксплуатирует один терминал, в котором обслуживаются все пассажирские рейсы. В терминале находятся 36 стоек регистрации, торговая зона с магазинами беспошлинной торговли, кафе и рестораны. Общая площадь разделена на две зоны — для внутренних и международных направлений. В зоне внутренних авиалиний действуют выходы на посадку (гейты) с номерами 6-13, при этом гейты с 6 по 9 оборудованы телескопическими трапами.
В международной зоне работают гейты с номерами 1-5, все из них, кроме первого, снабжены телетрапами. Каждый телескопический трап имеет три уровня выходов, нижний уровень предназначен для обслуживания прибывающих рейсов и содержит две багажные карусели с дальнейшими выходами в зону иммиграционного контроля.

### Грузовой терминал
Площадь грузового терминала аэропорта составляет 9 тысяч квадратных метров, в погрузо-разгрузочном доке могут находиться два самолёта одновременно. По состоянию на конец 2015 года загрузка терминала не превышает его 30%-ной расчётной мощности.

## Авиакомпании и пункты назначения

### Грузовые
- AeroSucre
- Avianca Cargo
- Cielos Airlines

## Авиапроисшествия и инциденты
- 17 марта 1995 года. DC-9 авиакомпании Intercontinental de Aviación уничтожен пожаром на стоянке, никто не пострадал[5].
- 19 ноября 2006 года. Douglas DC-10 авиакомпании Cielos Airlines при совершении посадки в сложных метеоусловиях выкатился за пределы взлётно-посадочной полосы. Все шесть членов экипажа получили травмы различной степени тяжести.
- 21 ноября 2006 года. MD-83 (регистрационный EI-CEQ) авиакомпании Avianca, следовавший чартерным рейсом 9522 из Боготы, при совершении посадки в Барранкилье выкатился за пределы взлётно-посадочной полосы. На борту находилось 135 человек, никто не погиб[6].
- 23 августа 2008 года. De Havilland Canada DHC-8-301 (регистрационный HK-3952) авиакомпании Aires Colombia, следовавший регулярным рейсом 51 Кюрасао-Барранкилья, при совершении посадки в аэропорту назначения выкатился за пределы ВПП вследствие технических проблем с основной стойкой шасси. На борту находилось 25 человек, никто не пострадал[7].